# Beeinflussungsapparat
Beeinflussungsapparat (englischer Fachbegriff influencing machine) nannte der Psychoanalytiker Victor Tausk 1919 ein psychotisches Krankheitsbild, bei dem ein Mensch scheinbar grundlos glaubt, eine Maschine beeinflusse und steuere sein Denken und Handeln.
Nach Tausk verstehen die Menschen, die unter einem Beeinflussungsapparat leiden, die Funktionsweise moderner Technik gar nicht oder nur ungenügend, weshalb ihnen diese Neuerungen suspekt und unberechenbar erscheinen. Sie entwickeln daraufhin Verschwörungstheorien, nach denen Wissenschaftler und Techniker monströse Maschinen verwenden, um ihre Gedanken zu steuern. Tausk war der Meinung, alles Böse, was früher dem Teufel zugeschrieben wurde, werde bei diesem Phänomen stattdessen auf eine teuflische Maschine projiziert.

## Eigenschaften
Tausk stellte die Aussagen seiner Patienten zu einer Liste von Eigenschaften zusammen, die dem klassischen Beeinflussungsapparat zugesprochen werden: Die Funktionsweise des Gerätes kann nicht genau angegeben werden; meist wird diffus auf Wellen, Strahlen oder Strom verwiesen, physikalische Phänomene also, die dem Durchschnittsbürger des Jahres 1919 alles andere als vertraut waren. Der Beeinflussungsapparat erzeugt oder entfernt Gedanken, Gefühle, körperliche Empfindungen und sexuelle Erregung. Er wird stets von einer Personengruppe bedient, von der sich der Betroffene bedroht oder verfolgt fühlt („Sie“ als nicht namentlich erwähnte Urheber einer Verschwörung).